# Fundacja Komandor
Fundacja Komandor – pozarządowa organizacja non-profit powstała 1 września 2000 roku. Od 24 marca 2004 ma status organizacji pożytku publicznego.
Fundacja posługuje się obecną nazwą od 26 lipca 2005. Poprzednia oficjalna nazwa to: Fundacja Małych i Średnich Przedsiębiorstw Komandor, zaś nazwa skrócona: Fundacja MŚP Komandor.
30 maja 2006 za działalność społeczną (projekt Pakiet Wrześniowy i program stypendialny) Fundacji firma Komandor S.A. otrzymała tytuł „Dobroczyńcy roku 2005”.

## Cel
Celem Fundacji Komandor jest:
- w zakresie edukacji:
  - edukacja młodzieży gimnazjalnej w zakresie nowoczesnej przedsiębiorczości,
  - przygotowanie nauczycieli gimnazjalnych do prowadzenia zajęć związanych z przedsiębiorczością,
- wspieranie przedsiębiorców z sektora MŚP

## Programy Fundacji
Główne programy realizowane przez Fundację:
- Pakiet Wrześniowy – Akademia Przedsiębiorczości:
  - w szóstej edycji uczestniczy 816 gimnazjów z całego kraju + pilotażowo 2 szkoły podstawowe i 2 średnie,
  - V edycja – 557 gimnazjów z całego kraju,
  - IV edycja – 274 gimnazja z całego kraju,
  - III edycja – 112 gimnazjów z całego kraju,
  - II edycja – 14 gimnazjów z wybranych województw,
  - I edycja – 1 gimnazjum (Gimnazjum w Ciechanowcu),
- program stypendialny:
  - 15 stypendystów drugiej edycji programu (rok szkolny 2006/2007),
  - 18 stypendystów drugiej edycji programu (rok szkolny 2005/2006),
  - 4 stypendystów pierwszej edycji programu (2004/2005),
- szkolenia dla nauczycieli gimnazjalnych,
- programy dotacyjne dla przedsiębiorców.